# Майкл Бредлі
Майкл Шиан Бредлі (англ. Michael Sheehan Bradley; 31 липня 1987, Прінстон) — американський футболіст, опорний півзахисник канадського «Торонто» та збірної США.

## Біографія

### Гра у США
Народився 31 липня 1987 року в Прінстоні, штат Нью-Джерсі. Його батько хотів, щоб його син став футболістом, тому Майкл в молодому віці, був відданий у клуб «Чикаго Сокерс» (Chicago Sockers). Пізніше він переїхав до Флориди в спеціалізованоий центр для підготовки Збірної США U-17 протягом чотирьох семестрів, з осені 2002 до весни 2004 року.
Бредлі після закінчення академії у 2004 році, підписав професійний контракт з Нью-Йорк Метростарз у 16 років, ставши на Драфті МЛС тридцять шостим обраним футболістом. У новому клубі навчався під керівництвом свого батька, Боба Бредлі, але у перший сезон так і не зміг заграти через травму ноги. Лише починаючи з 2005 року, він отримав можливість грати, і навіть забив перший гол.

### «Геренвен»
У січні 2006 року Бредлі став наймолодшим гравцем в історії МЛС, проданим у іноземні клуби. Тоді він перейшов у «Геренвен» за нерозголошену суму. Його перший матч на полях Нідерландів відбулася 16 квітня у матчі проти АЗ (Алкмар).
Після сезону 2006—07 зайняв місце ветерана Пола Босвелта в середині поля, який завершив кар'єру, і вже в наступному сезоні забив 20 голів за клуб, із них 16 в чемпіонаті.
У січні 2008 року, Бредлі побив рекорд кількості голів, забитих американськими гравцями в Європі. Досі найкращим був Браян Макбрайд, на рахунку якого було 13 забитих голів у футболці «Фулхема».

### «Боруссія» (Менхенгладбах)
31 серпня 2008 року підписав чотирирічний контракт з «Боруссією» із Менхенгладбаха. Сума угоди не розголошується. Дебютував Майкл за новий клуб 20 вересня у грі проти «Герти». А вже 15 листопада Бредлі забив свій перший гол у матчі з «Баварією» на вісімдесят першій хвилині, зробивши рахунок нічийним 2-2, з яким і завершився матч.
На початку сезону 2009—10 Бредлі на короткий час перестав потрапляти в основу після невеликої суперечки з менеджером Міхаелем Фронцеком. Проте, після примирення Бредлі повторно виборов собі місце в основному складі.

### «Астон Вілла»
30 січня 2011 року «Астон Вілла» взяла в оренду Майкла до кінця сезону 2010-11. 12 лютого дебютував за вілланів, вийшовши на заміну після перерви замість Жана Макуна. Усього провів в англійськом чемпіонаті лише три гри.

### Італія
31 серпня 2011 року гравець перебрався до Італії, ставши гравцем «К'єво», де відразу став ключовою фігурою у півзахисті веронської команди. Після завершення сезону 2011/12 перейшов до «Роми», яка сплатила за його трансфер 3,75 мільйони євро та уклала з американцем чотирирічний контракт. Провів у складі «вовків» півтора сезони, протягом яких був основним півзахисником команди.

### «Торонто»
На початку 2014 року повернувся до північноамериканської МЛС, ставши гравцем команди «Торонто» з однойменного канадського міста. Канадці сплатили за трансфер Бредлі 10 мільйонів доларів, до того ж запропонували гравцеві щорічну заробітну плату у розмірі 6 мільйонів доларів, що зробило його одним з найбільш оплачуваних гравців північноамериканської професійної футбольної ліги.

## Збірна
В кінці 2006 року Боб Бредлі став головним тренером національної команди і Майкл Бредлі з тих пір став ключовим гравцем для збірної США. Бредлі дебютував за збірну 28 березня 2007 року в товариському матчі проти збірної Гватемали. Був включений у склад збірної на Золотому кубку КОНКАКАФ і допоміг їй виграти трофей, хоч і був видалений з поля в півфіналі проти збірної Канади. У наступному місяці потрапив до складу США нп Кубок світу U-20, де він забив переможний гол у грі на 107-й хвилині проти Уругваю. Свій перший гол за національну збірну забив 17 жовтня 2007 року на 87 хвилині в товариському матчі проти збірної Швейцарії. Після цих виступів, Бредлі був названий найкращим молодим спортсменом США 2007 року.
У 2009 році разом зі збрірною сенсаційно пробився у фінал Кубка Конфедерацій 2009, по дорозі до якого Бредлі забив другий гол США у ворота Єгипту на 63-й хвилині.
10 серпня 2010 у матчі проти збірної Бразилії вперше вийшов з капітанською пов'язкою

## Досягнення

### Збірні
- Володар Золотого кубка КОНКАКАФ: 2007, 2017
- Срібний призер Золотого кубка КОНКАКАФ: 2011, 2019
- Фіналіст Кубка Конфедерацій: 2009

### Індивідуальні
- Найкращий молодий спортсменом США: 2007